# Kłopoty rodu Pożyczalskich
Kłopoty rodu Pożyczalskich (ang. The Borrowers) – brytyjski film familijny z 2011 roku w reżyserii Toma Harpera. W Polsce film swoją premierę będzie miał 4 lipca 2012 roku na kanale Canal+ Polska.

## Opis fabuły
Pożyczalscy to miniaturowi ludzie żyjący pod podłogami domów. Notorycznie podbierają swoim dużym sąsiadom rozmaite przedmioty. Pani Driver (Victoria Wood) ma już tego dość. Wzywa więc na pomoc profesora Mildeye'a (Stephen Fry).

## Obsada
- Christopher Eccleston jako Pod Clock
- Sharon Horgan jako Homily Clock
- Aisling Loftus jako Arrietty Clock
- Robert Sheehan jako Spiller
- Charlie Hiscock jako James
- Victoria Wood jako pani Driver
- Shaun Dooley jako Robert Millmanock
- Stephen Fry jako profesor Mildeye
- Anne Hirsch jako Jenny